# Friderun Bondzin
Friderun Bondzin, geborene Bleiß, (* 11. Juli 1929 in Altenburg; † 13. Januar 2022) war eine deutsche Malerin, Grafikerin und Hochschullehrerin.

## Leben
Friderun Bondzin war die Tochter eines Konzertmeisters im thüringischen Altenburg. Nach dem Abitur begann sie 1948 an der Hochschule für Baukunst und bildende Künste in Weimar bei Otto Herbig ein Kunststudium, das sie nach der Umstrukturierung der Hochschule ab 1951 in Dresden an der dortigen Hochschule für Bildende Künste fortsetzte. In Dresden war sie dabei unter anderem Schülerin von Rudolf Bergander und Fritz Dähn. Während des Studiums lernte sie ihren späteren Ehemann Gerhard Bondzin kennen. Das Studium beendete sie 1953. 1955 wurde ihr Sohn Dyrck geboren, der ebenfalls Maler wurde. Der Bildindex der Kunst und Architektur nennt zwei Tafelbilder als Diplomarbeiten, 1952 Jugend und 1956 Kindergarten. Sie arbeitete dann als freischaffende Künstlerin in Dresden. Von 1959 bis 1952 hatte sie eine Aspirantur bei Bergander, danach war sie an der Hochschule Dozentin.
Friderun Bondzin wurde 1963 Mitglied des Deutschen Kulturbundes und ließ sich für diesen zunächst als Nachfolgekandidatin der Volkskammer der DDR aufstellen. Am 20. Dezember 1965 rückte sie in dieser Funktion für den verstorbenen Erich Wendt als Mitglied der Volkskammer nach. Im Jahr 1967 wurde sie als reguläre Kandidatin des Kulturbundes für die Wahlen zur Volkskammer aufgestellt und in das DDR-Parlament gewählt. Auch für die nächste Wahlperiode von 1971 bis 1976 stellte sie sich nochmals für dieses Amt zur Verfügung.
Sie war bis 1990 Mitglied des Verbands Bildender Künstler der DDR.
Friderun Bondzin lebte im Dresdner Stadtteil Pappritz. Sie war bis ins hohe Alter künstlerisch tätig.
Bilder Friderun Bondzins befinden sich u. a. in der Galerie Neue Meister Dresden, im Kunstfonds des Freistaats Sachsen im Lindenau-Museum Altenburg/Thür., im Angermuseum Erfurt und im Museum Schloss Moritzburg, Zeitz.

## Ehrungen
- 1969: Kunstpreis des FDGB
- 1972: Kunstpreis der FDJ

## Werke (Auswahl)
- Kindergarten (1952/1953, Öl)[4]
- Porträt eines Afrikaners (um 1962, Öl)[5]
- Inderin (um 1962, Öl)[6]
- Selbstbildnis (1965, Öl)[7]
- Prof. Dr. Rudolf Schick (1966, Öl, 125 × 95 cm)[8]
- Das Konzert (1969, Öl; Bild ging an das Zentrale Pioniertheater Moskau)[9]
- Andreas (1969, Öl)[10]

## Ausstellungen (unvollständig)

### Einzelausstellung
- 1959: Karl-Marx-Stadt, Museum am Theaterplatz („Drei junge Künstler stellen sich vor. Malerei, Druckgrafik, Handzeichnungen“; mit Jutta Damme und Gerhard Bondzin)
- 1965: Erfurt, Angermuseum (mit Gerhard Bondzin)

### Teilnahme an zentralen und wichtigen regionalen Ausstellungen in der DDR
- 1957 und 1961: Berlin, Deutsche Akademie der Künste („Junge Künstler“)
- 1958 bis 1978: Dresden, Vierte Deutsche Kunstausstellung bis VIII. Kunstausstellung der DDR
- 1960: Berlin, Pavillon der Kunst („Frauenschaffen und Frauengestalten in der bildenden Kunst. 50 Jahre Internationaler Frauentag.“)
- 1968: Halle/Saale, Staatliche Galerie Moritzburg („Sieger der Geschichte“)
- 1971: Berlin, Altes Museum („Das Antlitz der Arbeiterklasse in der bildenden Kunst der DDR“)
- 1972, 1974 und 1979: Dresden, Bezirkskunstausstellungen
- 1974: Weimar, Galerie im Schloss („Kunst für uns“)
- 1976: Dresden, Albertinum („200 Jahre Malerei in Dresden“)
- 1979: Weimar, Kunsthalle am Theaterplatz („SPEKTRUM“)
- 1980: Rostock, Kunsthalle Rostock („Der Klasse verbunden - Kunstpreisträger des FDGB stellen aus“)